# القوة العاملة النسائية في العالم الإسلامي

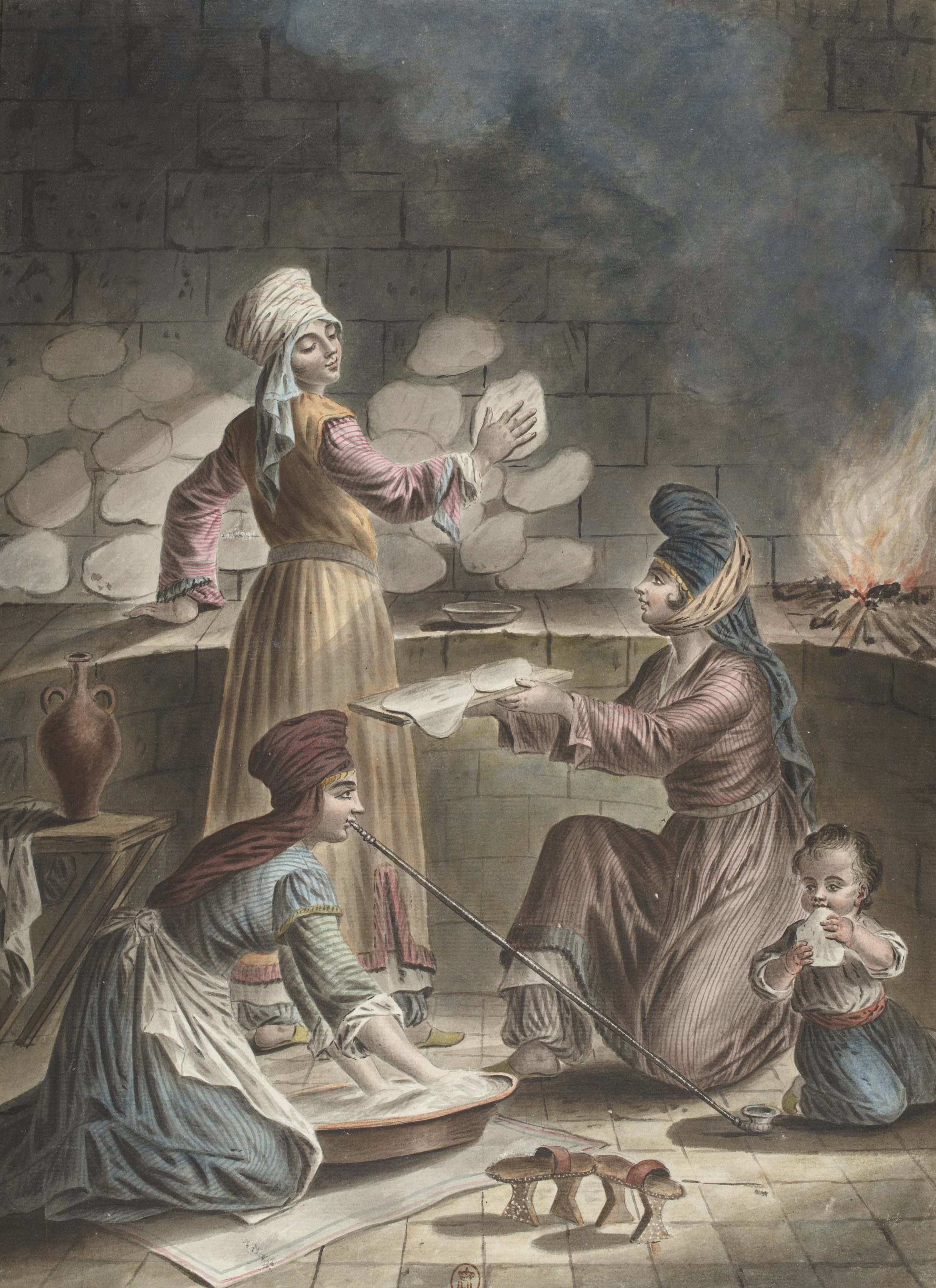
نساء مسلمات تركيات يخبزن الخبز في عام 1790

القوة العاملة النسائية في العالم الإسلامي كانت مشاركة وتقدم النساء في البلدان ذات الأغلبية المسلمة، الأمم التي يعرف أكثر من 50٪ من سكانها أنها ملتزمة بالعقيدة الإسلامية، من المجالات المثيرة للجدل. انتقدت العديد من الدول الغربية كالولايات المتحدة وأوروبا الغربية، الدول ذات الأغلبية المسلمة بسبب قلة المشاركة وقلة الفرص المتاحة للمرأة في القطاع الخاص.
تعد المستويات المنخفضة لمشاركة الإناث في العمل، والفجوات الكبيرة في الأجور على حسب الجنس، وقلة عدد المديرات التنفيذيات في الشركات الكبرى في الدول الإسلامية ذات الغالبية العظمى من النقد الشائع  لهذه الدول. ووفقًا لذلك، تم جمع بيانات مهمة من قِبل المؤسسات العالمية حول العاملات في الدول ذات الأغلبية المسلمة لاختبار هذه المعتقدات الثقافية. وقد جمع اقتصاديو التنمية والمنظمات متعددة الجنسيات ك الأمم المتحدة والبنك الدولي ومنظمة العمل الدولية، كميات كبيرة من البيانات لدراسة مساهمات المرأة في العمل وفرصها التجارية.

## الدول ذات الغالبية المسلمة
هناك واحد وخمسين بلدا في العالم يكون أكثر من 50% من سكانها مسلمين. حيث انتشرت هذه الدول من شمال أفريقيا إلى الشرق الأوسط إلى البلقان واسيا الوسطى وإلى جنوب شرق آسيا. بينما تحتوي العديد من الأمم على وجود قوي للمسلمين وبحكم تعريفها بالدول ذات الغالبية المسلمة يكون المواطنين المسلمين أكثر من غير المسلمين.  ليس كل الدول ذات الاغلبيه المسلمة تعتنق ديانه الإسلام كدين مطبق. تركيا، على سبيل المثال، هي بلد مسلم  حيث أن 99% من سكانها  يعتنقون صورة من صور الإسلام. ومع ذلك، لا يوجد دين رسمي. هي دولة علمانية. دولة نيجيريا أيضا دولة ذو اغلبيه مسلمة لكنها علمانية.
تعترف معظم الدول ذات الغالبية المسلمة الأسلام كالدين الرسمي للدولة. علاوة على ذلك فإن العديد من الدول تطبق مذهبا من مذاهب العقيدة الإسلامية كدين رسمي. فمثلا، المذهب السني هو الدين الرسمي في  أفغانستان والجزائر وبنغلاديش والأردن وليبيا والمملكة العربية السعودية وتونس والصومال والإمارات العربية المتحدة. المذهب الشيعي هو الدين الرسمي لإيران والعراق كحكومة دينية( ثيوقراطية) . بعض مذاهب الأقليات الإسلامية هي دين رسمي في بعض الدول كالأباضية( طائفة اقليه إسلامية) هي الدين الرسمي في سلطنة عمان. ليس كل الدول في العالم الإسلامي تفرق بين مذاهب الإسلام. يعتبر الإسلام الدين السائد في باكستان والعراق. إلا أن جميع المذاهب والطوائف تعترف بها أيضا. في مصر، يتم توسيع حرية الدين للديانات الإبراهيمية على الرغم من أن عقيدة الإسلام السني هو الدين الذي ترعاه الدولة. وبالمثل، تضمن إندونيسيا حرية الدين التي تعتبر أكبر دولة إسلامية في العالم، ولكن لا يعترف إلا بالديانات الرسمية الست. حيث يعتبر الإسلام الأبرز بين تلك الست. 
وعلى الرغم من الدين المشترك إلا أن الدول ذات الأغلبية المسلمة مختلفه جدا من حيث الحجم والسكان والتركيبة السكانية، والإطار القانوني للدين.

## خصائص توظيف المرأة
هناك العديد من الخصائص لتوظيف المرأة كالأجر ونوع الوظيفة ومدى تناسب الوظيفة مع خصائصها الجسدية 
التي تكون مؤشرا لمشاركة المرأة الإقتصادي والإستقرار الإقتصادي للمرأة. توضح هذة المؤشرات على أن المرأة تتحكم بالوضع الاقتصادي في الدول ذات الغالبية المسلمة ودوام مشاركتهن فيه. ففي الإقتصاد التنموي قد تم التركيز على العمل بالأجور وذلك لتوفير مصدر دخل مستقر.
العمال الذين يتقاضون الاجر، كما حددته منظمة العمل الدولية، هم الذين يشغلون نوعا من الوظائف المعروفة بوظائف الأجر وفيها يحمل العاملون عقد صريح إما مكتوبا أو شفويا أو عقود العمل الضمني التي تعطيهم أجر أساسي لا تعتمد على إيرادات وحدة العمل الذي يعملون فيها. وبشكل أساسي فإن العاملين بأجر من المرجح أن يكونوا موظفين بدوام كامل الوقت أو حتى بشكل دائم. وبالتالي، فإنهم يكونوا بشكل أساسي في السوق الرسمية بينما العمال غير المأجورين يكونوا غالبا على هامش النشاط الإقتصادي الذي يدفع لهم لمشاركة محدودة في السوق الرسمية.
بينما معدل مشاركة الأيدي العاملة يسلط الضوء على كيفية العديد من النساء يعملن في القطاعات الرسمية للإقتصاد، فإنه لا يذكر شيئا عن نوع العمل أو وجود مستقر للأيدي العامله النسائية.
بلدان مثل بنغلاديش وإندونيسيا يبدو أن مشاركة الإناث كبيرة في إقتصاداتها. ومع ذلك، عدد قليل جداً من النساء في هذه البلدان يعملون بوظائف الأجر مما يعني أنها قد تذهب من خلال دورات عمل تتخللها فترات طويلة من البطالة لفترات قصيرة. 
في بنغلاديش وإندونيسيا هناك 11.70% و31.70% من النساء العاملات يعملن بالأجر. كما في مشاركة المرأة في البلدان ذات الغالبية المسلمة مثل مصر وإيران وسوريا وتونس التي تنخفض فيها معدلات القوة العاملة النسائية وعدد صغير نسبيا من العمال الإناث الفعالين لها، معدلات عالية من الإناث العاملين بأجر. وأيضا في مصر، قد تم توظيف 47.9 في المائة من الإناث العاملات بالعمل المأجور. وفي إيران، 46.8 في المائة من النساء العاملات يعملن بأجر وفي تونس هو النسبة 69.1 في المائة. ولعل القضية الأكثر إثارة للدهشة هو سوريا حيث 74.30% نساء يعملن بأجر. هذه هي أكبر نسبة في منطقة الشرق الأوسط، وواحدة من أعلى المعدلات في العالم الإسلامي بأسره.

## العمل بالأجر
العامل الذي يتقاضى الأجر كما عرفته منظمة العمل  الدولية، هو الذي يشغل نوعا من الوظائف المعرفة بوظيفة الأجر. حيث يحمل صاحب العمل عقدا مكتوبا أو شفويا، أو عقود عمل ضمنية التي تمنح مكافأة أساسية لا تعتمد على إيرادات وحدة العمل الذين يعملون بها. 
وبشكل أساسي فإن العاملين بأجر من المرجح أن يكونوا موظفين بدوام كامل الوقت أو حتى بشكل دائم. وبالتالي، فإنهم يكونوا بشكل أساسي في السوق الرسمية بينما العمال غير المأجورين يكونوا غالبا على هامش النشاط الاقتصادي الذي يدفع لهم لمشاركة محدودة في السوق الرسمية.
بينما يسلط معدل مشاركة الأيدي العاملة الضوء على كيف أن العديد من النساء يعملن في القطاعات الرسمية للإقتصاد، فلا وجود مستقر للأيدي العاملة النسائية أو حتى عن نوع عملها.
يبدوا أن في بلدان مثل بنغلاديش وإندونيسيا، مشاركة الإناث كبيرة في إقتصاداتها. ومع ذلك، عدد قليل جداً من النساء في هذه البلدان يعملون بوظائف الأجر مما يعني أنه قد يتخللها دورات لفترات طويلة من العمل المتقطع وبطالة لفترات قصيرة. وبدلا من ذلك قد تذهب العاملة من وظيفة لأخرى وأصحاب عمل مختلفين ولن يحصلن على أساس ثابث في شركة معينة أو ضمن مجال معين.
في بنغلاديش وإندونيسيا هناك 11.70% و31.70% من النساء العاملات يعملن بالأجر. كما أن مشاركة المرأة في البلدان ذات الغالبية المسلمة مثل مصر وإيران وسوريا وتونس التي تنخفض فيها معدلات الأيدي العاملة النسائية وعدد صغير نسبيا من العمال الإناث الفعالين فيها، معدلات عالية من الإناث العاملين بأجر. وأيضا في مصر، قد تم توظيف 47.9 في المائة من الإناث العاملات بالعمل المأجور.
وفي إيران، 46.8 بالمائة من النساء العاملات يعملن بأجر وفي تونس النسبة 69.1 بالمائة. ولعل الأكثر إثارة للدهشة هي سوريا حيث 74.30% من النساء يعملن بأجر. هذه هي أكبر نسبة في منطقة الشرق الأوسط، وواحدة من أعلى المعدلات في العالم الإسلامي بأسره.
السبب خلف ارتفاع نسبة النساء الذين يتقاضون الأجر في عدة دول التي لديها قليل من العاملات  ليس واضحا بعد غير أن أحد التفسيرات المحتملة وجود عدد قليل جدا من النساء النشيطات في سوق العمل نظرا لأن الطلب على العنصر النسائي مقتصر على قلة دافعي الأجور العالية و إنخفاض الصناعات التي يعمل بها العمال بكثافة. إذا كان هناك حاجة لقليل من النساء لكنهم يحتاجون إلى مهارات أعلى من المتوسط، لن يتم تقديم هذة المعلومات بمنظمة العمل الدولية في العراق والمملكة العربية السعودية وأفغانستان. 
الموظفين والعاملين لحسابهم الخاص  
دور المرأة في الإقتصاد كموظفة أو كصاحبة عمل أو كعاملة لحسابها الخاص. وحدات العمل هي أيضا واحدة من خصائص توظيف المرأة في مشاركتها في القوة العاملة النسائية. احتمالية التوظيف الذاتي في العديد من الدول الفقيرة أو ذات نسبة سكانية عالية من الفقر عالية وذلك نظرا لان المرأة لا تجد وظائف أكثر ثباتا.   
ووفقا لمنظمة العمل الدولية أكثر من النصف، أي 53 % من النساء الإيرانيات يعملن لحسابهم الخاص، حيث أن في مصر نسبة النساء العاملات لحسابهن الشخصي أقل بقليل مما هو عليه في إيران. أي إثنان وخمسون بالمئة من النساء المصريات يعملن في مشاريعهن التجارية الخاصة. أعلى معدلات النساء اللواتي يعملن لحسابهن الخاص في الدول التالية بنغلاديش، وباكستان، وإندونيسيا  هي على التوالي 86,7 % و77,9% و68,3%. قليل جدا من النساء في باكستان يشاركن في سوق العمل الرسمي، ولكن أكثر من ثلاثة أرباع منهن يعملن لحسابهن الخاص. مايقارب نصف النساء العاملات في تركيا هن أرباب عمل، وبنسبة 49% من النساء العاملات يعملن في مشاريعهن الخاصة أو الخدمات. انتشر النشاط الاقتصادي للمرأة ومشاركتها  على نطاق واسع في العالم الإسلامي. 
أصحاب العمل من النساء 
معدل مشاركة المرأة في القوة العاملة النسائية ونسبة النساء العاملات للرجال العاملين وأمن الأجور للمرأة وعناصر أخرى من النشاط الاقتصادي الرسمي تغطي فاصل زمني كبير الدول ذات الأغلبية المسلمة. ومع ذلك، في معظم الدول ذات الأغلبية المسلمة، هناك تشابه بسيط بين أصحاب العمل من النساء. بإستثناء تركيا، لا تكاد أي امرأة أن تكون من أصحاب العمل في العديد من أغلبية الدول المسلمة. 
محدودية الفرص الاقتصادية  
هذة المعدلات المرتفة للنساء العاملات لحسابهن الخاص وكونها أيضا صاحبة عمل تشير إلى أن الاقتصاد في غالبية الدول المسلمة يوفر القليل من الفرص الرسمية للنساء مما يجعلها تلجأ للعمل في القطاع الخاص. وعلاوة على ذلك، فإن هذة المعدلات تدل على أن المرأة غير قادرة على التقدم في الأعمال في حين أنهم بالفعل يحصلون على فرصة عمل في الأعمال المعترف بها. وقد تدل المعدلات العالية للعمل الخاص على تحيز النظام الاقتصادي للتمييز بين الجنسين وأيضا يدل على عدم التطور.  
الفجوة الواسعة بين مشاركة المرأة والرجل في قوة العمل ومعدلاتها وأيضا الفجوة بين أصحاب العمل من الذكور والإناث تدل عدم المساواة بين الجنسين في القطاع الخاص في الدول ذات الأغلبية المسلمة. من ناحية أخرى هناك العديد من الأسباب التي قد تؤثر في النتائج كضعف البنية التعليمية للنساء وإنخفاض مستويات التطور الاقتصادي وقلة تنمية الموارد لرأس مال أكبر. بل السبب الأخير ربما نظرا إلى أن أغلب الدول ذات الاغلبية المسلمة ليست مصدرة للنفط. 
البطالة بين النساء  
معدلات البطالة بين النساء في أغلبية الدول المسلمة عالية، عندما ننظر بالإجمال من ناحيه المناطق، فإن شمال أفريقيا والشرق الأوسط وشمال آسيا التي تعد أكثر المناطق المليئة بالمسلمين في العالم، لديهم  أعلى معدلات من البطالة في العالم.
ففي شمال أفريقيا 17% من النساء الباطلات عن العمل و16% من النساء الباطلات عن العمل في الشرق الأوسط. 
ففي كلا المنطقتين هناك 10% فقط من الذكور العاطلين عن العمل. كما في جنوب الصحراء الكبرى في أفريقيا، فإن معدل الذكور العاطلين عن العمل أكثر من 10%. سبعة بالمئة من النساء العاطلات عن العمل في جنوب شرق آسيا مقارنة لنسبة الذكور التي تمثل 6%. في جنوب آسيا التي تضم قليل من الدول ذات الغالبية المسلمة كبنغلاديش لديها معدلات نسائية عالية البطالة  والتي تمثل ب6% وذلك مقارنة بنسبة معدل البطالة بين الرجال وهي 5%. حيث تبين أن في المناطق غير المسلمة في العالم هناك أرقام غير متكافأة من العمالة. ففي أمريكا اللاتينية ومنطقة البحر الكاريبي، كانت معدلات البطالة بين النساء تمثل 11% في عام 2006 بينما معدلات البطالة بين الرجال كانت تمثل فقط 7%. 
وفي سائر البلدان المتقدمة مثل الولايات المتحدة والإتحاد الأوروبي، البطالة بين النساء أعلى منها عند الرجال. ففي عام 2006, كانت نسبة البطالة بين النساء تمثل 7% مقارنة بنسبة الرجال اللتي تمثل 6%. كلا المعدلين زادا بشكل كبير منذ مرحلة الركود الإقتصادي لكن ما يزال معدل البطالة بين النساء أكبر منه عند الرجال في هذة الدول. توضح البيانات أن نسبة البطالة بين النساء كبيرة بالنسبة للرجال في الدول ذات الأغلبية المسلمة كما أن هذة البيانات أيضا نفسها في العديد من الدول غير المسلمة. 
حيث تبدو البطالة بين النساء عالية في الدول المسلمة، والفرص الاقتصادية أيضا محدودة. من التفسيرات المحتملة لهذة الظاهرة هي نفسها التي تسببت في رفع العمل الخاص عند النساء وإنخفاض معدلات النساء كونهن صاحبات عمل كإنخفاض مستويات الإقتصاد التنموي، و التقاليد الإجتماعية المتعلقة بنوع الجنس والعمل، و صناعات ذو رأس مالي كبير. قد يكون الاحتمال الأخير هو البارز في الدول المسلمة الغنية بالبترول وذلك لأن صادرات النفط تتطلب رأس مالية كبير لذا تتطلب موظفين ماهرين للعمل حيث أن أغلب النساء المسلمات غير قادرات على العطاء وذلك يعود إلى ضعف مستويات التعليم. ولقد زاد الركود الإقتصادي من البطالة بشكل ملحوظ  في العديد من الدول المسلمة حيث يبقين العاملات بلا عمل، ووفقا للبنك الدولي، فإن في عام 2009 كانت نسمة البطالة بين النساء في مصر 22,9%. 
وفي عام 2010 كانت نسبة البطالة بين النساء في سوريا 22,5%. ومن الممكن أن يكون السبب خلف ازدياد النسبة هو الحرب الأهلية في سوريا. ففي اندونيسيا وباكستان وبنغلاديش مستويات البطالة بين النساء كانت 10% حيث تتقارب نسبتها بنسبة العديد من الدول المتطورة كالولايات المتحدة. المملكة العربية السعودية وتونس وإيران جميعها لديها معدلات بطالة تتراوح بين 15 % إلى 17% ومن الممكن أن البطالة بين النساء في إيران قد تفاقمت وذلك بسبب عقوبات الولايات المتحدة والأمم المتحدة لها، إلى أي مدى هذا صحيح غير مؤكد. 
تعتبر تركيا ذو مستوى معتدل من البطالة بين النساء مقارنة بالدول الإسلامية الأخرى. ففي عام 2008 كانت نسبة البطالة بين النساء 11,6% وبحلول عام 2010, زادت نسبتها لتصل إلى 13.0%.
التوظيف على المدى الطويل هو سببا وجزءا كبيرا للبطالة بين النساء. في عام 2010 وفقا لإحصائيات البنك الدولي فإن 37% من النساء  الباطلات عن العمل كانوا عاملات على المدى الطويل أو قد يكونوا عاطلين عن العمل لأكثر من سنة. لا توجد سوى بينات قليلة جدا عن معدلات البطالة طويلة المدى بين النساء في معظم الدول ودول منطقة الشرق الأوسط بصفة خاصة. 
المهن والفرص والأجور 
العاملات بالقطاع الاقتصادي  
في العديد من الاقتصادات، العديد من النساء يكونوا في مهن أو مجالات معينة كما في اقتصادات العديد من الدول ذات الغالبية المسلمة أيضا. 
منظمة العمل الدولية، والبنك الدولي، والأمم المتحدة قسمت الاقتصاد الوطني إلى ثلاث فئات واسعة: الزراعة، و الصناعة، والخدمات. الزراعة هي أي عمل يتعلق بتنمية الموارد الغذائية للإستهلاك الرئيسي. يشمل العمل الزراعي الحراجة(علم الغابات)، والصيد، وصيد الأسماك.  بالإضافة إلى فلاحة الأرض.  اما العمالة الصناعية  فيعملون في تصنيع منتجات من مواد الخام أو استخراج المواد الخام وهذا يشمل التعدين والحفر، وإنتاج النفط والغاز، والبناء، وخدمات المرافق العامة. 
العمل الموجهة نحو الخدمات يكون بتوفير السلع الإستهلاكية، أي السلع غير معمرة، وإنجاز مهام بمصدر خارجي للمستهلك وهذا يشمل تجارة الجملة والتجزئة والمطاعم والفنادق والنقل والتخزين والاتصالات والتمويل والتأمين والعقارات وخدمات الأعمال التجارية والخدمات المجتمعية، والاجتماعية والشخصية.  معظم العاملات في الدول ذات الغالبية المسلمة يعملن في قطاع الزراعة ولكن الكثير أيضا منهن يعملن في وظائف الخدمة الخاصة. قليل من النساد يعملن في العمل الموجهة نحو الصناعة. 
الزراعة 
تكون الوظيفة في الزراعة  ذو اجر قليل ومهارات قليلة لذلك سميت بوظيفة  الياقات البيضاء (أو الطبقة الكادحة).  الزراعة هي أيضا وبشكل لا يصدق كثيفة العمالة. هذا المزيج من الخصائص قد يبين سبب أن العديد من النساء في الدول ذات الغالبية المسلمة يعملن في مجال الزراعة. العاملات في العادة لديهن مهارات اقل مقارنة بالرجال في المدن المتطورة. فمعدلات معرفة القراءة والكتابة، ومعدلات الالتحاق المدرسي للنساء بشكل عام منخفضة مقارنة بالرجال في البلدان النامية التي تشكل اغلب الدول. وفقا لذلك، لا يتم التعاقد معهن للعمل باللأعمال ذو مهارة عالية ولكنها توفر مصدر وفرة للأيادي العاملة في العمل البدني كالزراعة.
فالعديد من الدول ذات الغالبية المسلمة، كمصر وسوريا، وتركيا، وإيران، والمملكة العربية السعودية، لديها مستويات متفاوتة من مشاركة الإناث في اقتصاداتها، فأكثر من 80 بالمائة من مواطنيها الإناث مسجلات في التعليم الثانوي فجميعهن تقريبا من المتعلمين. 
هذه البيانات تقوض إلى حد ما التفسير الاقتصادي التقليدي لتركيز عمل المرأة في الزراعة. بغض النظر عن السبب الكامن خلف مشاركة الإناث العالية في الزراعة، فإنهن يكسبن أجر أقل من نظرائهن الرجال على حد سواء في هذا القطاع، وبالنسبة أيضا إلى العاملين في القطاعات الأخرى. قد يكون هذا أحد الأسباب خلف الاختلاف الواضح في الأجور في بعض الدول ذات الأغلبية المسلمة. 
العاملات في الدول ذات الأغلبية المسلمة هي أكثر تركيزا في العمل الزراعي من نظرائهن في الدول الإسلامية كذلك. أعلى نسب من النساء العاملات في الزراعة يكونوا في  تركيا، و سوريا، و باكستان، وإيران، وإندونيسيا، ومصر. ففي فترة من عام 1995 إلى عام 2005 كانت نسبة العمال في المزارع  20-49 من النساء. ففي تلك الفترة كانت نسبة المزارعين 50%-69% في تركيا وسوريا وباكستان نساء. فقط في كمبوديا و لواس و اثيوبيا واغندا وتنزانيا وزومبيا ومادغشقر لديهم نسب عالية من المزارعات. 
الخدمات والصناعة 
يشغل قطاع الخدمات نسبة كبيرة من الإناث، وربما لأسباب مماثلة. الوظائف الخدمية مثل فنون الطهي وتجارة التجزئة، والعمل الإداري، مماثلة للزراعة، وعمل كثيفة العمالة المنخفضة المهارة، ومنخفضة الأجر. وهناك حاجة إلى العديد من العاملين لإنجاز المهام الروتينية الأساسية عموما. وفقا لذلك، فهي أكثر ملاءمة للنساء في البلدان النامية أما ظائف ذات الرواتب العالية قد تتطلب مهارات معينة وقد تكون هذة لا تناسب النساء العاملات في الدول التي تمييز بين الجنسين. 
في حين بلغت نسبة النساء العاملات بالزراعة والخدمات التي تتطلب مهارات متدنية توافقا مع فكرة أن تواجه النساء فرصا اقتصادية محدودة في الدول الإسلامية، وبيانات من منظمة العمل الدولية لا تدعم أو تدحض هذا الاستنتاج. 
يجذب العمل الصناعي عدد قليل من النساء التي يمكن أن تمثلها الطبيعة الجسمانية للكثير من الأعمال الصناعية . وعلاوة على ذلك، فإن العديد من النساء في البلدان ذات الأغلبية المسلمة في الزراعة والأعمال الخدمية بسبب المهارات  البدنية الضعيفة، بالتالي فإنهن لا يطلبن للعمل الصناعي كالصهر، يتطلب مهارات مهنية محددة. 
المناصب التنفيذية 
نظرية السقف الزجاجي(الحاجز المانع) هو أحد الشواغل السائدة حول نوعية الفرص الاقتصادية المتاحة للنساء والمشاركات في سوق العمل الرسمي. هذه الظاهرة هي في الواقع تحد من قدرة المرأة على تحقيق مستويات أعلى من القيادة في أي منظمة. حيث أن المفهوم لا يقتصر على السوق فقط بل السائد في المؤسسات القائمة على الربح. وفيما يتعلق بالعاملات في البلدان ذات الأغلبية المسلمة، فلا وجود للمرأة في مجلس الإدارة أو بين وظائف الإدارة العليا بين أكثر من 100 شركة الأكثر ربحا في العالم العربي. 
في مصر، على سبيل المثال، هناك مسؤوله واحدة فقط بين أكبر خمس شركات تجارية بها. ايلينا شماتوفا، العضوة الوحيدة في مجلس إدارة شركة للاتصالات القابضة أوراسكوم، التي تعد في المرتبة ال62 بين أكبر الشركات في العالم الإسلامي (الدول التي يكون أغلب سكانها مسلمين) حيث أن ايلينا ليست مصرية ولا حتى مسلمة. في مصر أكبر الشركات من حيث الإيرادات كالهيئة المصرية العامة للبترول وهيئة قناة السويس، أوراسكوم للإنشاء ومصر تليكوم، ليس لديها ولا عضوة واحدة تشغل منصب في الإدارة العليا. 
لا تشغل المرأة المناصب القيادية العليا في الشركات الإيرانية الأكثر ربحية أيضا. حيث أن أكبر ثلاث شركات الوطنية الإيرانية شركة النفط الإيرانية (ثاني أكبر شركة في العالم الإسلامي)، إيران خودرو، والوطنية للبتروكيماويات أيضا ليس لديهم أي عنصر نسائي في المناصب القيادية العليا. وهذا ليس مستغربا، حيث أظهر التعداد الإيراني عام 2006 أن 4٪ فقط من النساء في المناصب التنفيذية أو الإدارية. يعتبر منتقدي الحكومة الثيوقراطية للعرق الشيعية الإيراني أن دليل محدودية الحراك الاقتصادي للمرأة على أنه نقد لمذاهب ومعتقدات الحكومة. 
ومع ذلك، في تركيا، كونها دولة علمانية يحكمها حزب الإسلامي معتدل، شكلت النساء 8% فقط من المدراء في قوة العمل في عام 2007. بغض النظر عن الوضع الرسمي للإسلام أو لفكر الحزب الحاكم، توجد بعض الأدلة على نظرية السقف الزجاجي(عدم تواجدهن) للنساء في القطاع الخاص. 
تقع إحدى عشرة من أكبر الشركات في العالم الإسلامي في إندونيسيا، كشركات السيارات مثل استرا(Astra) العالمية. و شركات توفير الخدمات الكهربائية مثل شركة Bank Rakyat Indonesia وشركة Perusahaan Listrik Negara. 
من بين هذه الشركات الإحدى عشرة، سبعة منهم يكون عضوة واحدة فقط في مجلس المدراء أو كمسؤولة واحدة على الأقل في الإدارة التنفيذية العليا بالشركة.
في شركة Gudang Garam أكبر شركة مصنعة للسجائر، وشركة Pertamina التي تعد أكبر شركة في اندونيسيا، هناك عضوتين فقط تمثلن كمفوضات. 
يدير شركة Pertamina ويمتلكهامدراء تنفيذيين يابانيين وليس اندونيسين ومع ذلك أيضا ليس من ضمنهم نساء مسلمات أو حتى اندونيسي الجنسية.
مطالبات من عدم المساواة بين الجنسين في العالم الإسلامي
انتقدت البلدان ذات الأغلبية المسلمة تطبيق سياسات عدم المساواة بين الجنسين والقيود المفروضة على الحقوق الاقتصادية للمرأة في ظل سيادة القانون في العديد من الدول الإسلامية. ففي المملكة العربية السعودية، على سبيل المثال، فالعاملات يجب أن يسافرن بصحبة الذكور، وأن لا تعمل ما لم يوافق لهن أزواجهن أو أولياء الأمور.   